# Carabodes subarcticus
Carabodes subarcticus är en kvalsterart som beskrevs av Trägårdh 1902. Carabodes subarcticus ingår i släktet Carabodes och familjen Carabodidae. Inga underarter finns listade.